# Parachromagasteriella annelifera
Parachromagasteriella annelifera är en rundmaskart som beskrevs av Christian Wieser 1956. Parachromagasteriella annelifera ingår i släktet Parachromagasteriella och familjen Axonolaimidae. Inga underarter finns listade i Catalogue of Life.